# Roland Schimmelpfennig
Roland Schimmelpfennig (ur. 19 września 1967 w Getyndze) – niemiecki pisarz i dramaturg.
Schimmelpfennig jest obecnie najsłynniejszym dramaturgiem niemieckim. Jego sztuki są wystawiane w ponad 40 krajach. Działając jako reżyser, Schimmelpfennig nie jest przedstawicielem teatru postdramatycznego, lecz nawiązuje do tradycyjnej literackiej dramaturgii. Punkt wyjścia oraz centralny punkt odniesienia inscenizacji jego sztuk stanowi dla niego tekst literacki. Pod względem dramaturgii sztuki Schimmelpfenniga należą do współczesności, rezygnują ze stałego przydziału ról oraz aktorów, przeważnie są one ustrukturyzowane w sposób kolażowy, zawierając przy tym regularne surrealistyczne lub fantastyczne momenty. Schimmelpfennig rozwinął własną formę teatru narracyjnego, w którym postaci stale wykraczają poza swoje role, aby zwracając się do publiczności opisać siebie samego lub przedstawić własny punkt widzenia. Oglądający zawsze odbiera sztukę z nowym dystansem, dzięki czemu Schimmelpfennig daje mu możliwość do emocjonalnego uczestnictwa w przedstawieniu. Schimmelpfennig uważa, że teatr jest dialogiem, aktem komunikacji z widzem. Poprzez ten dialog jest dokonywana szczegółowa analiza kondycji człowieka, społeczeństwa i świata. W dramatach Schimmelpfenniga widz nie odnajdzie idei, nadrzędnej całości. Dramaturg nie tworzy światów, które są przedstawione pod dyktando idei, jego rolą jest zarejestrowanie tego, co się dzieje wokół.

## Życie
Roland Schimmelpfennig urodził się w Getyndze. Po maturze pracował jako dziennikarz w Stambule, w 1990 roku rozpoczął edukację w szkole Otto-Falckenberg-Schule w Monachium na kierunku reżyseria. Po ukończeniu szkoły został asystentem reżysera, a następnie współpracownikiem zarządu artystycznego na Münchner Kammerspielen. Pracował również w Berliner Schaubühne, wiedeńskim Burgtheater i Deutsches Theater Berlin. W semestrze zimowym 2012/2013 Schimmelpfennig przejął drugą Saarbrücker Poetikdozentur für Dramatik na Universität des Saarlandes, w ramach której wyjaśnił pojęcie teatru w trzech publicznych wykładach w styczniu 2013 roku.
W 2000, 2001, 2002, 2003, 2005 oraz 2009 roku jego nowa sztuka została zaproszona na Mülheimer Theatertagen.
Jest on członkiem PEN-Zentrum Deutschland.

## Recepcja w Polsce
Roland Schimmelpfennig jest zaliczany do autorów niemieckiego kręgu kulturowego, którego utwory cieszą się w Polsce dużą popularnością. Jego dzieła były dobrze przyjmowane zarówno przez widzów, jak również krytyków. Do sztuk goszczących na polskich scenach zalicza się sztukę Przedtem/Potem (Vorher/Nachher), która została wyreżyserowana przez Pawła Miśkiewicza i wystawiona w Starym Teatrze w Krakowie. Sztuka Złoty Smok (Der Goldene Drache), uznana przez Theater heute za najlepszą sztukę niemieckojęzyczną, została wyreżyserowana i wystawiona w olsztyńskim Teatrze im. Jaracza w 2015 roku. W 2008 roku Tomasz Konina wyreżyserował sztukę Schimmelpfenniga pod tytułem O lepszy świat (Für eine bessere Welt), która ukazała się w Teatrze im. Kochanowskiego w Opolu. Do dzieł dramaturga, które pojawiły się na polskiej scenie teatralnej, zaliczyć można Arabską noc (Die arabische Nacht), która ukazała się w inscenizacji Andrzeja Majczaka w Studiu Teatralnym Koło w Warszawie (2006), Thomasa Svobody w Teatrze Ludowym w Krakowie (2007) oraz Katarzyny Raduszyńskiej w Teatrze Montownia w Warszawie (2007). W Polsce została wystawiona trzykrotnie Kobieta z przeszłości (Die Frau von früher), między innymi przez Ewelinę Marciniak w Bałtyckim Teatrze Dramatycznym w Koszalinie (2012) oraz przez Dariusza Gajewskiego, który zrealizował przedstawienie na potrzeby Teatru Telewizji w 2007 roku. Sztuka Push up 1-3 została wystawiona w Polsce dwukrotnie w 2005 roku w Teatrze Śląskim w Katowicach w reżyserii Grzegorza Kempinsky’ego oraz w Teatrze Bagatela w Krakowie w reżyserii Andrzeja Majczaka.

## Dzieła
Theaterstücke
- Die ewige Maria, prapremiera: 27.01.1996, Theater Oberhausen
- Keine Arbeit für die junge Frau im Frühlingskleid, prapremiera: 4.04.1996, Münchner Kammerspiele
- Die Zwiefachen, prapremiera: 6.06. 1997, Münchner Kammerspiele
- Aus den Städten in die Wälder, aus den Wäldern in die Städte, prapremiera: 25.04. 1998, Staatstheater Mainz
- Fisch um Fisch, prapremiera: 8.05.1999, Staatstheater Mainz
- Vor langer Zeit im Mai, prapremiera: 13.03.2000, Schaubühne am Lehniner Platz, Berlin
- MEZ, prapremiera: 5.05. 2000, Schaubühne przy Lehniner Platz, Berlin
- Die arabische Nacht, prapremiera: 3.02. 2001, Staatstheater Stuttgart
- Push Up 1-3, prapremiera 10.11.2001, Schaubühne am Lehniner Platz, Berlin
- Vorher/Nachher, prapremiera: 22.11.2002, Hamburg
- Alice im Wunderland, prapremiera: 31.05.2003, Schauspielhaus Hannover, 2006 „Schule des Theaters” w Wiedniu, 2008 Deutsches Theater Berlin (reżyseria: Roland Schimmelpfennig)
- Die Frau von früher, praca na zlecenie Burgtheater, prapremiera: 12.09.2004, Wiener Akademietheater
- Angebot und Nachfrage, prapremiera: 4.11. 2005, Schauspielhaus Bochum
- Auf der Greifswalder Straße, prapremiera: 27.01. 2006, Deutsches Theater Berlin
- Körperzeit, na podstawie powieści The Body Artist von Don DeLillo, prapremiera: 11.04. 2007, Theater am Neumarkt Zürich
- Ende und Anfang, prapremiera: 6.10. 2006, Wiener Akademietheater
- Besuch bei dem Vater, Schauspielhaus Bochum, Staatstheater Nürnberg w sezonie 07/08. Premiera austriacka dnia 20.11.2008 roku w Theater in der Josefstadt
- Das Reich der Tiere, prapremiera: 1.09.2007, Deutsches Theater Berlin
- Start Up, praca na zlecenie German Theater Abroad (GTA), prapremiera 12.10. 2007 New York City, 14. Oktober 2007 Nationaltheater Mannheim
- Vorher/Nachher, Thalia Theater (Halle)
- Calypso, prapremiera: 28.02.2008, Schauspielhaus Hamburg
- Hier und Jetzt, 25.04. 2008, Schauspielhaus Zürich
- Idomeneus, prapremiera: 15.06.2008, Bayerisches Staatsschauspiel München (z okazji ponownego otwarcia Cuvilliés-Theater)
- Der Goldene Drache, prapremiera: 5.09.2009, Wiener Akademietheater
- Der Elfte Gesang, prapremiera: 27.02.2010, Schauspielhaus Bochum
- Das Weiße Album po The Beatles, prapremiera: 6.02.2010, Schauspiel Frankfurt
- Peggy Pickit sieht das Gesicht Gottes, prapremiera: 19.11.2010, Deutsches Theater, Berlin
- Vier Himmelsrichtungen, prapremiera: 30.07.2011, w Salzburger Landestheater, Salzburg – w ramach Salzburger Festspiele
- Das fliegende Kind, prapremiera: 4.02. 2012, Burgtheater Wien, Akademietheater
- Spam, prapremiera: 24.05.2014, Deutsches Schauspielhaus Hamburg
- Das schwarze Wasser, prapremiera: 10.01.2015, Nationaltheater Mannheim
- Wintersonnenwende, prapremiera: 17.01.2015, Königliches Dramatisches Theater

Słuchowiska
- 1998 Die Aufzeichnung, reżyseria: Ulrich Lampen (SWF)
- 1999 Die Taxiterroristin – Drei Filme für den Preis von einem, reżyseria: Walter Adler (SWR)
- 2000 Krieg der Wellen, reżyseria: Klaus Buhlert (HR)
- 2001 Die arabische Nacht, reżyseria: Klaus Buhlert (HR/WDR)
- 2001 vorher/nachher, reżyseria: der Autor (HR/TAT)
- 2003 Angebot und Nachfrage, reżyseria: Leonhard Koppelmann (HR/WDR)
- 2004 Für eine bessere Welt, reżyseria: Leonhard Koppelmann (HR) – słuchowisko roku
- 2008 Krim-Krieg in Wiesbaden (Reihe Radio-Tatort), reżyseria: Niki Stein (HR)
- 2010 Auf der Greifswalder Straße, reżyseria: Felicitas Braun, Hannan Ishay (Max Reinhardt Seminar)
- 2012 Der goldene Drache, reżyseria: Iris Drögekamp (SWR)
- 2014 Die vier Himmelsrichtungen, reżyseria: Stefan Kanis (MDR)

Libretto Operowe
- Das Gesicht im Spiegel, muzyka: Jörg Widmann, prapremiera: 17.07. 2003, Bayerische Staatoper
- Der goldene Drache, muzyka: Péter Eötvös, prapremiera: 29.06.2014, Oper Frankfurt (Bockenheimer Depot)

Esej
- Wie man über Theaterstücke schreibt (2009)
- Roland Schimmelpfennig: Ja und Nein. Vorlesungen über Dramatik. Berlin: Theater der Zeit 2014

Wykłady
- 2009: Roland Schimmelpfennig: Ein Schwarm Vögel. Roland Schimmelpfennig wychwala Jürgena Goscha i Johanna Schütza z okazji wręczenia Theaterpreis Berlin der Stiftung Preußische Seehandlung dn. 3.05.2009. W: czasopismo Theater heute 50. Jg. (2009) H. 6, S. 36–39.

Reżyseria
- Fisch um Fisch, Staatstheater Mainz, prapremiera: 8.05.1999
- Die Ratte von Justine del Corte, Schauspielhaus Zürich, premiera: 19.01.2008
- Alice im Wunderland, Deutsches Theater Berlin, premiera: 29.11. 2008
- Der Goldene Drache, Burgtheater Wien (Akademietheater), prapremiera: 5.09.2009
- Peggy Pickit sieht das Gesicht Gottes, Burgtheater Wien (Akademietheater), prapremiera: 19.12.2010
- Das Reich der Tiere, Burgtheater Wien (Akademietheater), OEA: 28.02.2014

Powieści
- An einem klaren, eiskalten Januarmorgen zu Beginn des 21. Jahrhunderts. S. Fischer, Frankfurt am Main 2016, ISBN 978-3-10-002470-1.

## Wyróżnienia i nagrody
- 1997: Else-Lasker-Schüler-Preis za jego sztukę Fisch um Fisch
- 1998: Fördergabe des Schiller-Gedächtnispreises von Baden-Württemberg
- 2002: Nestroy-Theaterpreis za najlepszą sztukę (Push up 1 – 3)
- 2004: Słuchowisko roku dla Für eine bessere Welt, reżyseria: Leonhard Koppelmann (HR)
- 2009: Nestroy-Theaterpreis dla „najlepszej sztuki” (Besuch bei dem Vater)
- 2010: Else-Lasker-Schüler-Dramatikerpreis
- 2010: Mülheimer Dramatikerpreis dla jego sztuki Der goldene Drache w inscenizacji Wiener Burgtheater
- 2012/13: 2. Saarbrücker Poetikdozentur für Dramatik na Universität des Saarlandes

## Literatura
- 2004: Peter Michalzik: Przedmowa. W: Roland Schimmelpfennig: Die Frau von Früher. Sztuki 1994–2004. Frankfurt nad Menem.: Fischer 2004, S. 7–16.
- 2006: Nikolaus Frei: Die Rückkehr des Helden. Deutsches Drama der Jahrhundertwende (1994–2001). Tybinga: Narr 2006. 249 S. Tu: S. 163–176: Rozdział 3.6. Furcht und Elend des dritten Sektors – Roland Schimmelpfennig.
- 2006: Henrike Thomsen: Was Roland Schimmelpfennig mit dem Mythos und mit Botho Strauß verbindet. W: Roland Koberg / Bernd Stegemann / Henrike Thomsen (wydawca): Autoren am Deutschen Theater. Teksty o: Jon Fosse, Elfriede Jelinek, die Brüder Presnjakow, Oliver Reese, Yasmina Reza, Roland Schimmelpfennig, Ingo Schulze und Moritz von Uslar. Berlin: Deutsches Theater / Henschel Verlag 2006, S. 33–43.
- 2008: Kerstin Hausbei: Roland Schimmelpfennigs Vorher/Nachher. Zapping als Revival der Revueform? W: Stefan Tigges (wydawca): Dramatische Transformationen. Zu gegenwärtigen Schreib- und Aufführungsstrategien im deutschsprachigen Theater. Bielefeld: transkrypcja 2008, S. 43–52.
- 2008: Peter Michalzik: Dramen für ein Theater ohne Drama. Traditionelle neue Dramatik bei Rinke, von Mayenburg, Schimmelpfennig und Bärfuß. W: Stefan Tigges (wydawca): Dramatische Transformationen. Zu gegenwärtigen Schreib- und Aufführungsstrategien im deutschsprachigen Theater. Bielefeld: transkrypt 2008, S. 31–42.
- 2009: Birgit Haas: Editorial. Dramenpoetik 2007 – Wohin geht das deutschsprachige Drama? W: Dies. (wydawca): Dramenpoetik 2007. Einblicke in die Herstellung des Theatertextes. Hildesheim między innymi: Georg Olms 2009, S. 7–32, tu: Calypso S. 21.
- 2011: Danijela Kapusta: Personentransformation. Zur Konstruktion und Dekonstruktion der Person im deutschen Theater der Jahrtausendwende. München: Herbert Utz Verlag 2011, tu: S. 80–96: 2.1.4.1. Roland Schimmelpfennig: Auf der Greifswalder Straße (2006).
- 2012: Christine Laudahn: Zwischen Postdramatik und Dramatik. Roland Schimmelpfennigs Raumentwürfe. Tybinga: Narr 2012. 395 S.
- Roland Schimmelpfennig. Ja und Nein / Sí y No. wydane przez Johannes Birgfeld, Theater der Zeit, Berlin 2014, ISBN 978-3-943881-53-0.
- 2016: Zbigniew Feliszewski: Dialogowość formy. Roland Schimmelpfennig na polskich scenach. W: Monika Wolting, Stephan Wolting (wydawcy): Zrozumieć obcość. Recepcja literatury niemieckojęzycznej w Polsce po 1989 roku, Kraków 2016, S. 191–209.
- 2018: Agata Mirecka: Artystyczna kreacja obrazów dzieciństwa w dramacie Rolanda Schimmelpfenniga Die Biene im Kopf. W: Kolago, Lech (Wyd.): Studia niemcoznawcze Vol. LXII, Wydawnictwo Uniwersytetu Warszawskiego, Warszawa 2018, str. 181-188, ISSN 0208-4597
- 2020: Agata Mirecka: Die Funktion des Chores in dem gegenwärtigen deutschen und polnischen Drama: Roland Schimmelpfennig Die vier Himmelsrichtungen und Andrzej Stasiuk Noc. W: Bednarowska, Aleksandra; Kołodziejczyk-Mróz, Beata; Majcher, Piotr (Wyd.) Slawisch-deutsche Begegnungen in Literatur, Kultur und Sprache. Verlad dr. Kovac, Hamburg 2020, str. 51-60, p-ISBN 978-3-339-11374-0